# 26522 Juliapoje
26522 Juliapoje è un asteroide della fascia principale. Scoperto nel 2000, presenta un'orbita caratterizzata da un semiasse maggiore pari a 2,9886350 UA e da un'eccentricità di 0,1182007, inclinata di 1,58747° rispetto all'eclittica.